# Grupo Deportivo Genil
El Grupo Deportivo Genil, es un club ciclista de la ciudad de Granada (España) creado el 10 de abril de 1965 por José Moleón Calero y su hijo menor Enrique Moleón Espigares y en un principio formado por jóvenes que se acercaban a su taller de bicicletas, que se agrupaban bajo el nombre de Peña Ciclista "El Salón", por estar su negocio situado junto al río Genil, en el Paseo del Salón de la ciudad de Granada, siendo oficializado el cambio a su actual nombre de "Genil", en homenaje al río que cruza y baña Granada.  Junto a la Peña Ciclista Semar, son los clubes con más años en activo de la provincia de Granada.
En 1995 el Grupo Deportivo Genil recibió la medalla de oro y brillantes de la Federación Andaluza de Ciclismo y en diciembre de 2015 una distinción, con placa conmemorativa, en reconocimiento a su 50 aniversario en la gala del ciclismo andaluz , celebrada en la localidad granadina de Almuñécar.
El Grupo Deportivo Genil fundó la primera escuela de ciclismo de Andalucía que dedicó a la memoria del malogrado Manuel Galera, en el año 1974.
En 1979 el club fue patrocinado por la empresa granadina "Ávila Rojas", creándose el G.D. Genil-Ávila Rojas, germen del legendario equipo ciclista a nivel nacional durante tres décadas. Esta unión duró hasta 1984, en que se desvinculó de la empresa constructora, creando el G.D Genil-TechLuz.

## Historia
Una vez entregada la Unión Velocipédica Granadina a la Federación Andaluza Oriental de Ciclismo en 1972, le propusieron al Grupo Deportivo Genil hacerse cargo de la misma, acción que fue rechazada, no adoptando su nombre, manteniéndose con su actual nombre y realizando una transición organizando carreras y recuperando algunas clásicas: campeonatos provinciales, la subida al llano de la perdiz, la Carrera del Pavo, además de challenges y la creación y organización del Memorial Manuel Galera en sus tres primeras ediciones de 1972 a 1974.
Fue sucesor en organización de muchas pruebas a la Unión Velocipédica Granadina, desaparecida en diciembre de 1972, que fuese cofundada por el propio José Moleón Calero en el año 1930, quien además la presidió.
El Club creó equipos ciclistas en todas las categorías y a partir de 1968 comenzó en la categoría de aficionados participando en un gran número de carreras por todo el territorio nacional.

### Escuela de ciclismo
El Grupo Deportivo GENIL fundó la Primera Escuela de Ciclismo en Andalucía en el año 1974, en memoria del corredor ciclista granadino fallecido Manuel Galera, instaurando también una prueba en el calendario ciclista anual dedicada al ciclista, organizada en sus tres primeras citas por el propio G.D. Genil, tras rendir visita y entregar una corona de flores a Manuel Galera en su morada en el cementerio de la ciudad de Armilla (Granada) durante los 15 años siguientes tras su fatal accidente. Esta escuela fue la cuna deportiva donde se iniciaron corredores granadinos que llegaron a categoría profesional como: Antonio Manuel Huete, Aurelio Robles, Manuel Fernández Ginés o Blas Giner.

### Años en competición
Se crearon equipos ciclistas en todas las categorías competitivas, participando en vueltas de carácter nacional e internacional, destacando entre ellas las de Segovia, Gerona,, Cáceres Lérida, Mallorca, Tarragona y cinturón de Cataluña. En esta primera etapa del club, pueden citarse corredores en el ciclismo regional como Manuel Pertíñez, Hubert Janssens, Stephan Deweure, Fco. Barrales, Jesús Ángel Camarero (actualmente presidente de la Federación Granadina de Ciclismo), Antonio García García, Miguel y Esteban García Roldán o Juan Fdez. Pozo, vencedores de campeonatos granadinos, andaluces y de pruebas ciclistas como el Memorial Manuel Galera entre otras, generando también, multitud de campeones a nivel provincial, como regional.
El Grupo Deportivo Genil creó las primeras licencias femeninas, como la de Rosario Robles Jiménez y aleccionó a Juán Zurano en Genil, Hermenegildo Castillo, Ángel Ocaña, Jorge Díaz, José Manuel Ruiz, Francisco Moleón, Manuel R. Jiménez y Raimundo Ortega en GENIL-Ávila Rojas, Ignacio y Raul Sánchez, Manuel Fernández Ginés  y Jordi Casillas en GENIL-Tech Luz y Fco. José Lara, Francisco Cabello, Antonio J. Arias, José Enrique Espigares en Tech-Luz entre otros corredores que se encuentran integrados en la sección Inscripción Histórica de Corredores de su portal web.

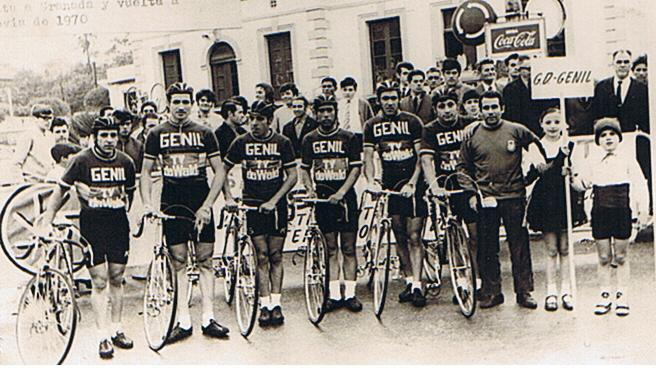
Formación del G.D. Genil en la Vuelta a Cataluña de 1.970.

Durante el periodo relacionado con el ciclismo de competición aparecen vinculados a este club ciclistas que compitieron más tarde, en las décadas de 1980 y 1990, en el campo profesional como Ángel Ocaña, Francisco Espinosa, Pedro Pérez, Antonio Manuel Huete, Aurelio Robles, Blas Giner, Ignacio Rodríguez, Fco. José Lara, Francis Cabello y el único campeón de España, nacido y formado como ciclista en Granada, Manuel Fernández Ginés.
En cicloturismo, organizó la Ruta Ciclista de las Alpujarras, así como la Ruta Ciclista a España en 1984 y a la Ruta Granada-París en 1985.
Algunas de las marca patrocinadoras granadinas del Grupo Deportivo Genil que se unieron junto a su nombre fundacional fueron: Peugeot, Auto Andaluz, Ávila Rojas o Tech-Luz, entre otros.

## Actualidad del club
A finales de la década de 1980 el Grupo Deportivo GENIL estuvo en trance de desaparecer, pero Enrique Moleón lo recuperó a partir de 1991, aunque con una vertiente totalmente orientada a la práctica ciclo-deportiva.
En 2012, dentro de los objetivos del club, se mantiene un calendario oficial de marchas, de carretera entre febrero y octubre y participan cada año en pruebas ciclo-deportivas del calendario nacional como(Marcha cicloturista Quebrantahuesos "La Perico", "La Induráin", "La Sufrida", Subida al Veleta, etc.) e internacional Maratona de los Dolomitas, La Marmotte, Marcha al Stelvio, etc.
Desde 1992, durante el periodo invernal, los domingos realizan marchas en bicicleta de montaña por las sierras que rodean Granada, con alguna incursión en otras sierra béticas de provincias andaluzas (Málaga, Jaén, Cádiz) o algo más lejos, como la ruta Lhasa-Katmandú cruzando el Tíbet y el Nepal. En los últimos años, un grupo de componentes ha optado por mantener durante el periodo de invierno la actividad de carretera adaptando las etapas a las inclemencias climatológicas aunque con una vertiente totalmente orientada a la práctica ciclo-deportiva, donde cada año, más integrantes del club se incorporan a la misma, que cuenta con un calendario previo, lo que permite conocer con antelación las etapas que se realizan.

## Palmarés
| Campeonatos de Granada para corredores del G.D. Genil | Año                                                |
| ----------------------------------------------------- | -------------------------------------------------- |
| Antonio García García                                 | 1970, 1971, 1972                                   |
| Juan Gutiérrez Laborda                                | 1972                                               |
| Francisco Marín Medina                                | 1973                                               |
| Antonio Terrribas Caballero                           | 1970                                               |
| Juan Fernández Pozo                                   | 1971, 1975 (en modalidad de montaña en carretera)  |
| José López Iglesias                                   | 1974                                               |
| Jesús López Martínez                                  | 1974                                               |
| Antonio Fernández Barrales                            | 1974                                               |
| Ángel Ocaña Pérez                                     | 1981                                               |
| Stephan Deweure (ganador de la prueba)                | 1979 No como campeón por tener nacionalidad belga. |
| Rosario Robles Jiménez                                | 1979 Categoría Féminas                             |
| Aurelio Robles Jiménez                                | 1982                                               |
| Raúl Sánchez Escudero                                 | 1982                                               |
| Raimundo Ortega                                       | 1982                                               |
| Ignacio Sánchez Escudero                              | 1983                                               |
| Juan L. Ceretta                                       | 1984                                               |
| Francisco Árbol Plata                                 | 1985                                               |

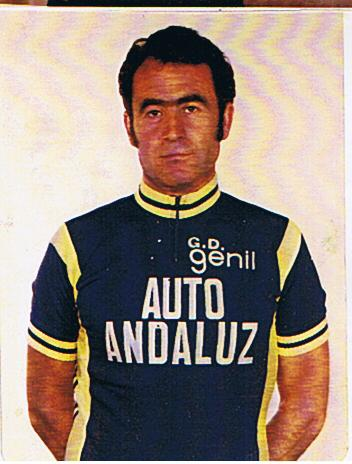
Jesús Ángel Camarero.Actual presidente F.G. de Ciclismo. G.D. Genil-Auto Andaluz

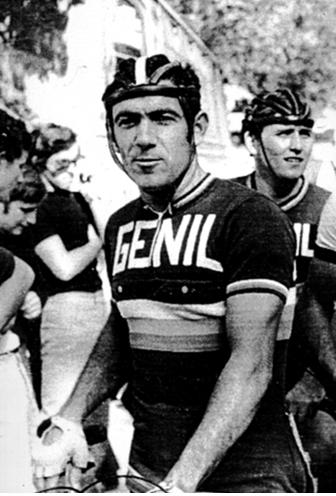
Antonio García García.G.D. Genil

- Campeonatos obtenidos en diferentes categorías federativas.

| Campeonatos de Andalucía para corredores del G.D. Genil | Año                                                                           |
| ------------------------------------------------------- | ----------------------------------------------------------------------------- |
| Juan Gutiérrez Laborda                                  | Subcampeón 1962 Cat. Juvenil                                                  |
| Francisco Marín Medina                                  | 1973 Cat. Juvenil B                                                           |
| Antonio Fernández Martín                                | 1975 Cat. Veteranos                                                           |
| Aurelio Robles Jiménez                                  | 1982 Cat. Juvenil, 1982, 1983 Ciclo-Cross                                     |
| Antonio M. Huete Sánchez                                | 1980 Ciclo-Cross Cat. Juvenil                                                 |
| Francisco Espinosa Sempere                              | 1980 Subcampeón Ciclo-Cross Cat. Juvenil                                      |
| Pedro Pérez Argüelles                                   | 1981 Cat. Juvenil                                                             |
| José M. Ruiz                                            | 1982 Ciclo-Cross                                                              |
| José Carlos Román                                       | 1983 Subcampeón Cat. Cadete                                                   |
| Jorge Casillas                                          | 1983 Subcampeón Ciclo-Cross cat.Juvenil                                       |
| Juan L. Ceretta                                         | 1983 y 1984 Cat. Cadete                                                       |
| Ignacio Sánchez Escudero                                | 1984 Ciclo-Cross Cat. Juvenil y subcampeón en 1985.                           |
| Manuel Pertíñez López                                   | 1951 Corredor histórico del GD Genil que ganó su título para la U.V.Granadina |